# Baskenland

Vlag van Baskenland

Baskenland (Baskisch: Euskal Herria, Spaans: País Vasco, Frans: Pays Basque) is een regio in Europa. Het is gelegen in Spanje en Frankrijk aan de westelijke uitlopers van de Pyreneeën en aan de Golf van Biskaje. Op een totale oppervlakte van bijna 21.000 km² (d.i. half zo groot als Nederland of 2⁄3 de oppervlakte van België) wonen ongeveer 3 miljoen mensen. Het gebied is de woonplaats van de Basken. Ongeveer een kwart van de totale bevolking spreekt Baskisch.
Voor de specifieke Spaanse Autonome Regio, zie Baskenland (autonome regio) en voor het Franse gedeelte van Baskenland, zie Frans-Baskenland.

## Indeling
Traditioneel is Baskenland opgedeeld in zeven provincies. Vier daarvan liggen in Spanje en worden Hegoalde genoemd en de andere drie liggen in Frankrijk en worden Iparralde genoemd. Een leus van Baskische nationalisten is 4+3=1 (Zazpiak Bat in het Baskisch). De provincies zijn:

### Spanje
- Álava (Baskisch: Araba), hoofdstad: Vitoria-Gasteiz (Baskisch: Gasteiz, Spaans: Vitoria)
- Biskaje (Baskisch: Bizkaia; Spaans: Vizcaya), hoofdstad: Bilbao (Baskisch: Bilbo)
- Gipuzkoa (Spaans: Guipúzcoa), hoofdstad: San Sebastian (Baskisch: Donostia, Spaans: San Sebastián)
- Navarra (Baskisch: Nafarroa), hoofdstad: Pamplona (Baskisch: Iruñea)

De eerste drie provincies vormen samen de Baskische Autonome Regio. De provincie Navarra is in zijn geheel een autonome regio. In het zuiden en het midden van Navarra is het Baskisch in onbruik geraakt. De meeste mensen in de hoofdstad Pamplona, het midden- en zuidelijk deel van Navarra voelen zich meer Spaans dan Baskisch en hebben weinig op met de radicalere vormen van Baskisch nationalisme.

### Frankrijk
- Labourd (Baskisch: Lapurdi), hoofdstad: Bayonne (Baskisch: Baiona)
- Neder-Navarra (Baskisch: Nafarroa beherea; Frans: Basse-Navarre), hoofdstad: Saint-Jean-Pied-de-Port (Baskisch: Donibane Garazi)
- Soule (Baskisch: Zuberoa), hoofdstad: Mauléon-Licharre (Baskisch: Maule-Lextarre)

De drie Franse provincies vallen allemaal binnen het departement Pyrénées-Atlantiques.

## Statistieken
Baskenland heeft 3 miljoen inwoners op een oppervlakte van bijna 21.000 km². De bevolkingsdichtheid is met 143,5 inwoners per km² boven het gemiddelde in Spanje of Frankrijk. Er zijn echter grote regionale verschillen, omdat het overgrote deel van de bevolking in de steden woont. Alleen al in de agglomeratie Bilbao woont ongeveer een derde van de bevolking, terwijl het binnenland zeer dunbevolkt is.
| Gebied            | Jaar      | Oppervlakte | Inwoners  | Inwoners    | Dichtheid |
|                   |           | km²         | Aantal    | Aandeel (%) | inw./km²  |
| ----------------- | --------- | ----------- | --------- | ----------- | --------- |
| Baskenland        | 2006/2005 | 20.947      | 3.007.661 | 100,0       | 143,5     |
| Álava             | 2006      | 3.317       | 301.926   | 10,0        | 91,0      |
| Biskaje           | 2006      | 2.237       | 1.139.863 | 37,9        | 509,6     |
| Gipuzkoa          | 2006      | 1.980       | 691.895   | 23,0        | 349,4     |
| Autonome Regio    | 2006      | 7.534       | 2.133684  | 70,9        | 283,2     |
| Navarra           | 2006      | 10.421      | 601.874   | 20,0        | 57,8      |
| Spaans Baskenland | 2006      | 17.955      | 2.735.558 | 90,9        | 152,4     |
| Labourd           | 2005      | 856         | 227.754   | 7,6         | 266,2     |
| Neder-Navarra     | 2005      | 1.322       | 28.835    | 1,0         | 21,8      |
| Soule             | 2005      | 815         | 15.514    | 0,5         | 19,0      |
| Frans Baskenland  | 2005      | 2.993       | 272.103   | 9,1         | 90,9      |

Baskenland heeft 683 gemeenten. De grootste steden zijn naar inwoneraantal:
1. 354.145 Bilbao (Biskaje)
2. 227.568 Vitoria-Gasteiz (Álava)
3. 195.769 Pamplona (Navarra)
4. 183.308 San Sebastian (Gipuzkoa)
5. 95.640 Barakaldo (Biskaje)
6. 82.327 Getxo (Biskaje)
7. 60.261 Irun (Gipuzkoa)
8. 49.118 Portugalete (Biskaje)
9. 47.320 Santurtzi (Biskaje)
10. 44.300 Bayonne (Labourd)

## Onafhankelijkheidsstreven
In het Baskenland is er van oudsher de roep om zelfbeschikking. Zowel aan de rechter- als de linkerzijde van het politieke spectrum ("Ezker abertzalea") zijn er partijen en organisaties die zich bezig houden met het verkrijgen van onafhankelijkheid. Dit heeft meer gespeeld in Spanje dan in Frankrijk, maar het komt aan beide kanten van de grens voor. Deze strijd werd in het verleden ook gewelddadig gevoerd. Zo was tussen 1959 en 2018 de terreurbeweging ETA (voornamelijk in Spanje) actief en in de jaren '90 en 2000 kwam er veel straatgeweld voor, de kale borroka.

## Media
Het Spaanse Baskenland heeft een publieke televisie- en radio-omroep, EiTB, die in alle Baskischtalige gebieden uitzendt. Deze omroep heeft zes radiozenders en vijf televisiezenders en zendt zowel in het Baskisch als in het Spaans uit.